# Enrico Berrè
Enrico Berrè (Roma, 10 de noviembre de 1992) es un deportista italiano que compite en esgrima, especialista en la modalidad de sable.
Participó en los Juegos Olímpicos de Tokio 2020, obteniendo una medalla de plata en la prueba por equipos (junto con Luca Curatoli, Aldo Montano y Luigi Samele).
Ganó cuatro medallas en el Campeonato Mundial de Esgrima entre los años 2015 y 2019, y ocho medallas en el Campeonato Europeo de Esgrima entre los años 2013 y 2019.

## Palmarés internacional
| Juegos Olímpicos   | Juegos Olímpicos      | Juegos Olímpicos  | Juegos Olímpicos  |
| Año                | Lugar                 | Medalla           | Prueba            |
| ------------------ | --------------------- | ----------------- | ----------------- |
| 2020               | Tokio (Japón)         | Medalla de plata  | Sable por equipos |
| Campeonato Mundial |                       |                   |                   |
| Año                | Lugar                 | Medalla           | Prueba            |
| 2015               | Moscú (Rusia)         | Medalla de oro    | Sable por equipos |
| 2017               | Leipzig (Alemania)    | Medalla de bronce | Sable por equipos |
| 2018               | Wuxi (China)          | Medalla de plata  | Sable por equipos |
| 2019               | Budapest (Hungría)    | Medalla de bronce | Sable por equipos |
| Campeonato Europeo |                       |                   |                   |
| Año                | Lugar                 | Medalla           | Prueba            |
| 2013               | Zagreb (Croacia)      | Medalla de oro    | Sable por equipos |
| 2013               | Zagreb (Croacia)      | Medalla de bronce | Sable individual  |
| 2014               | Estrasburgo (Francia) | Medalla de oro    | Sable por equipos |
| 2015               | Montreux (Suiza)      | Medalla de plata  | Sable por equipos |
| 2016               | Toruń (Polonia)       | Medalla de plata  | Sable por equipos |
| 2017               | Tiflis (Georgia)      | Medalla de plata  | Sable por equipos |
| 2018               | Novi Sad (Serbia)     | Medalla de plata  | Sable por equipos |
| 2019               | Düsseldorf (Alemania) | Medalla de bronce | Sable por equipos |